# Ula (Ula) parabidens
Ula (Ula) parabidens is een tweevleugelige uit de familie Pediciidae. De soort komt voor in het Oriëntaals gebied.